# Паджи, Джованни Баттиста
Джованни Баттиста Паджи (итал. Giovanni Battista Paggi; 27 февраля 1554, Генуя — 12 марта 1627, Генуя) — итальянский живописец, скульптор, писатель. Его индивидуальный художественный стиль был переходным от маньеризма к раннему барокко.

## Биография
Джованни Баттиста родился в Генуе в семье Пеллегро Паджи, богатого торговца, представителя новой знати. С детства проявлял заметную склонность к рисованию, скульптуре и музыке, однако отец заставил его изучать коммерцию. Благодаря дружбе, которая связала его со скульптором из Лукки Гаспаре Форлани, и посещению мастерских генуэзских художников, ему удалось обогатить свой опыт посредством изучения работ «живописцев и наиболее известных скульпторов». При поддержке таких художников, как Гаспаре Форлани и Лука Камбьязо, он стал самостоятельно осваивать искусство рисования и живописи.
После работы в мастерской Камбьязо в 1579 году Паджи пришлось покинуть родной город из-за случайного убийства генуэзского дворянина. Он уехал во Флоренцию, где благодаря имени отца смог получить доступ ко двору великого герцога Тосканы. Во Флоренции Паджи изучал произведения Джамболоньи, Доменико Пассиньяно, Якопо Кименти и Людовико Чиголи, не отказываясь полностью от влияния Камбьязо. Как фаворит герцога Франческо I Медичи, он получал многочисленные заказы от флорентийской знати. В 1586 году он стал членом Академии рисунка во Флоренции, основанной Джорджо Вазари. Мастерская Паджи находилась в доме, принадлежавшем Федерико Цуккаро.
Завидуя его успеху, флорентийские и генуэзские художники во главе с его сокурсником Бернардо Кастелло в 1590 году подали на него в суд, чтобы добиться судебного решения, запрещающего дворянам заниматься живописью. Судебный процесс был решён в пользу Паджи благодаря юридической поддержке его брата Джероламо Паджи и заступничеству Медичи.
В 1599 году, после двадцати лет изгнания, художник смог вернуться в Геную через Савону благодаря заступничеству архиепископа Доменико Джиннази. Паджи поддерживал отношения с наиболее важными учёными своего времени, дружил с художниками: Питером Паулем Рубенсом и Антонисом ван Дейком. В 1607 году он опубликовал теоретические труды: «Определение и подразделения генуэзской живописи» (Definizione e divisione della pittura Genua) и «Провинциальное положение Генуи» (Lo stato rustico Genua).
Среди его учеников в Генуе были Джулио Бенсо, Джованни Андреа Бискаино, Лучано Борцоне, Джованни Баттиста Браччелли, Джованни Доменико Каппеллино, Кастеллино Кастелли, Джованни Бенедетто Кастильоне, Доменико Фьязелла, Агостино и Джованни Баттиста Монтанари, Джованни Андреа Подеста и Синибальдо Скорца.

## Галерея

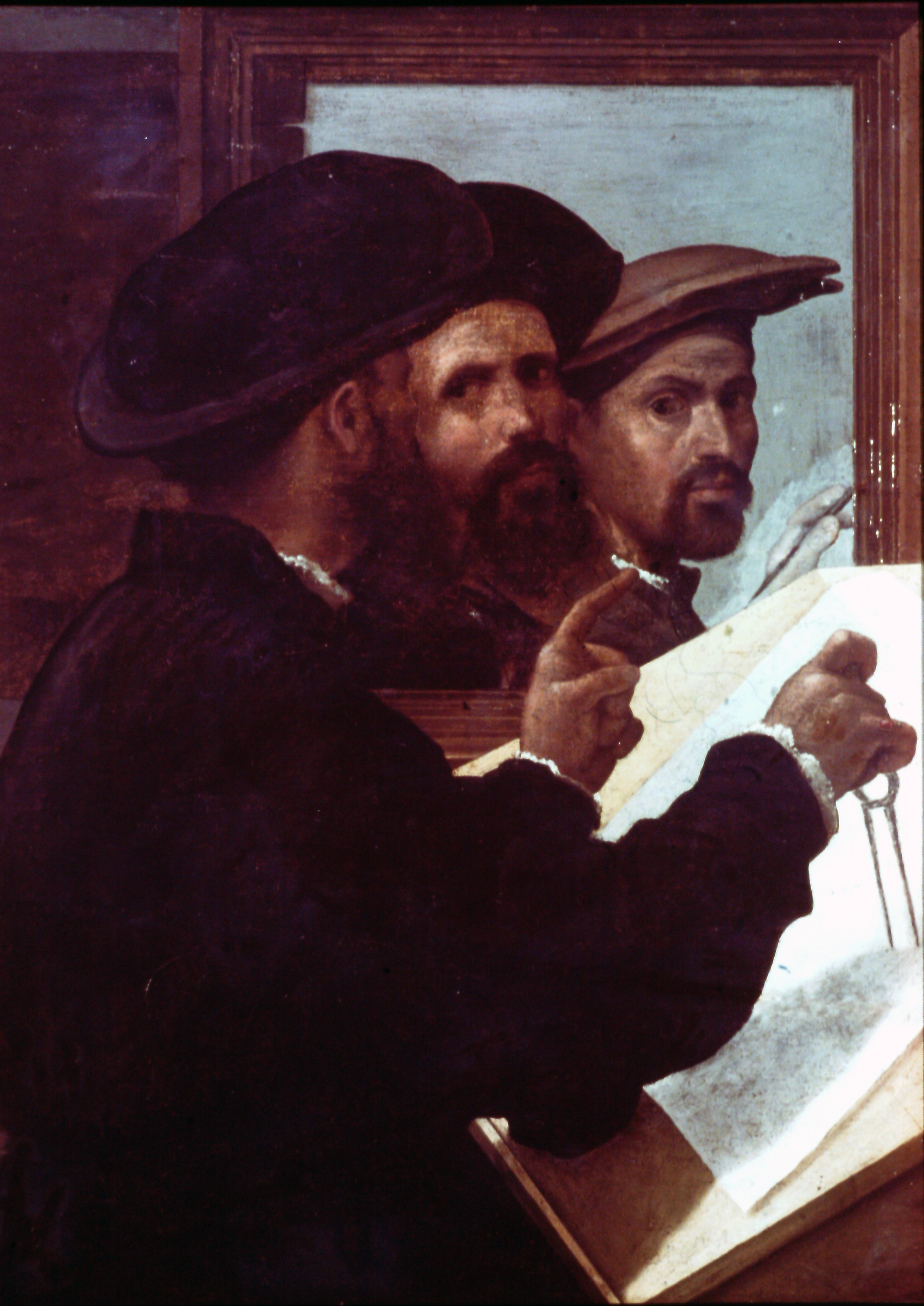
Автопортрет с отражением в зеркале художника и его автопортрета. Ок. 1620 г. Холст, масло. Музей Мартина фон Вагнера, Вюрцбург
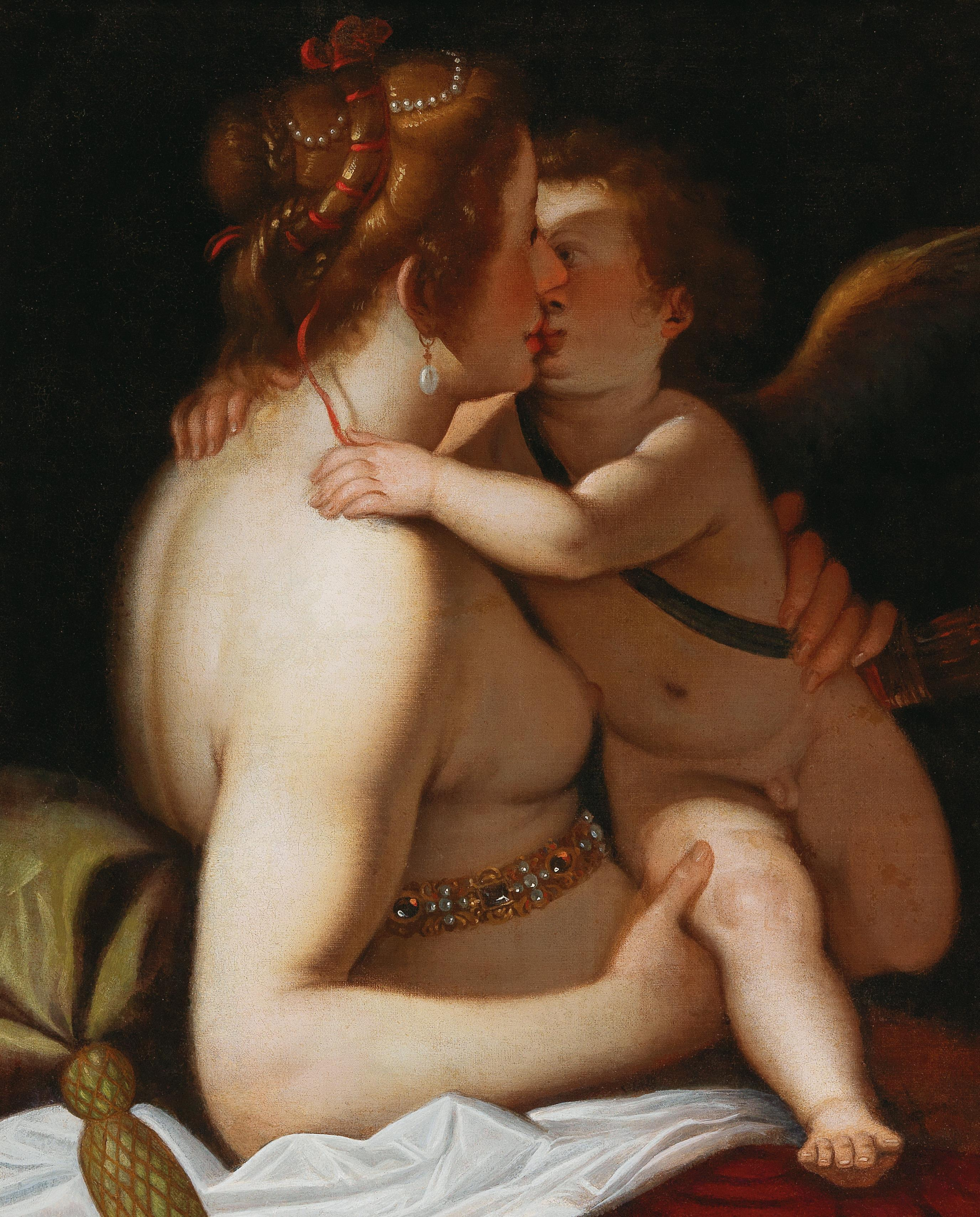
Венера и Купидон. Между 1574 и 1627 гг. Холст, масло. Частное собрание
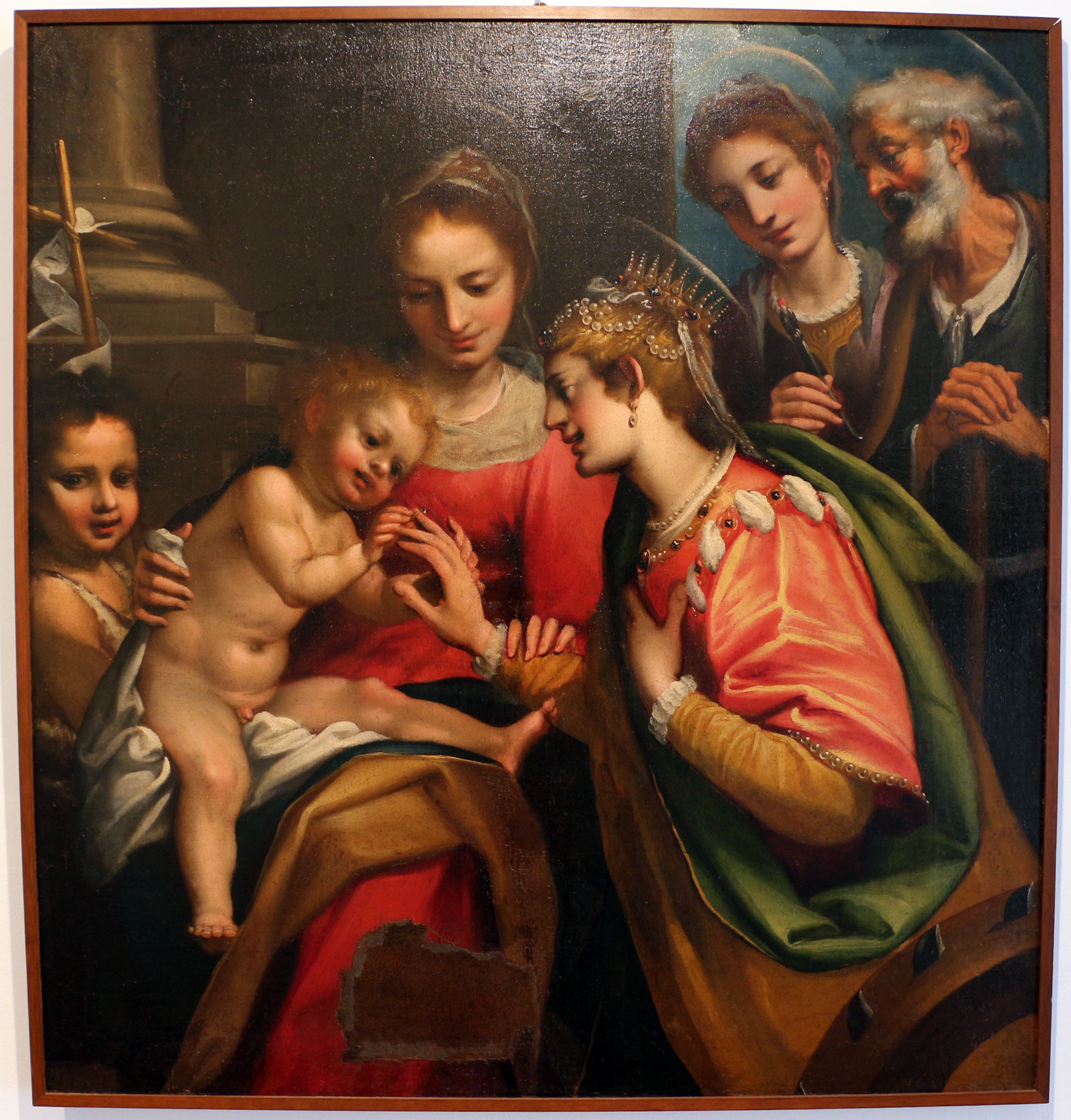
Мистическое обручение Святой Екатерины. Ок. 1590 г. Холст, масло. Музей археологии и искусства Мареммы, Тоскана
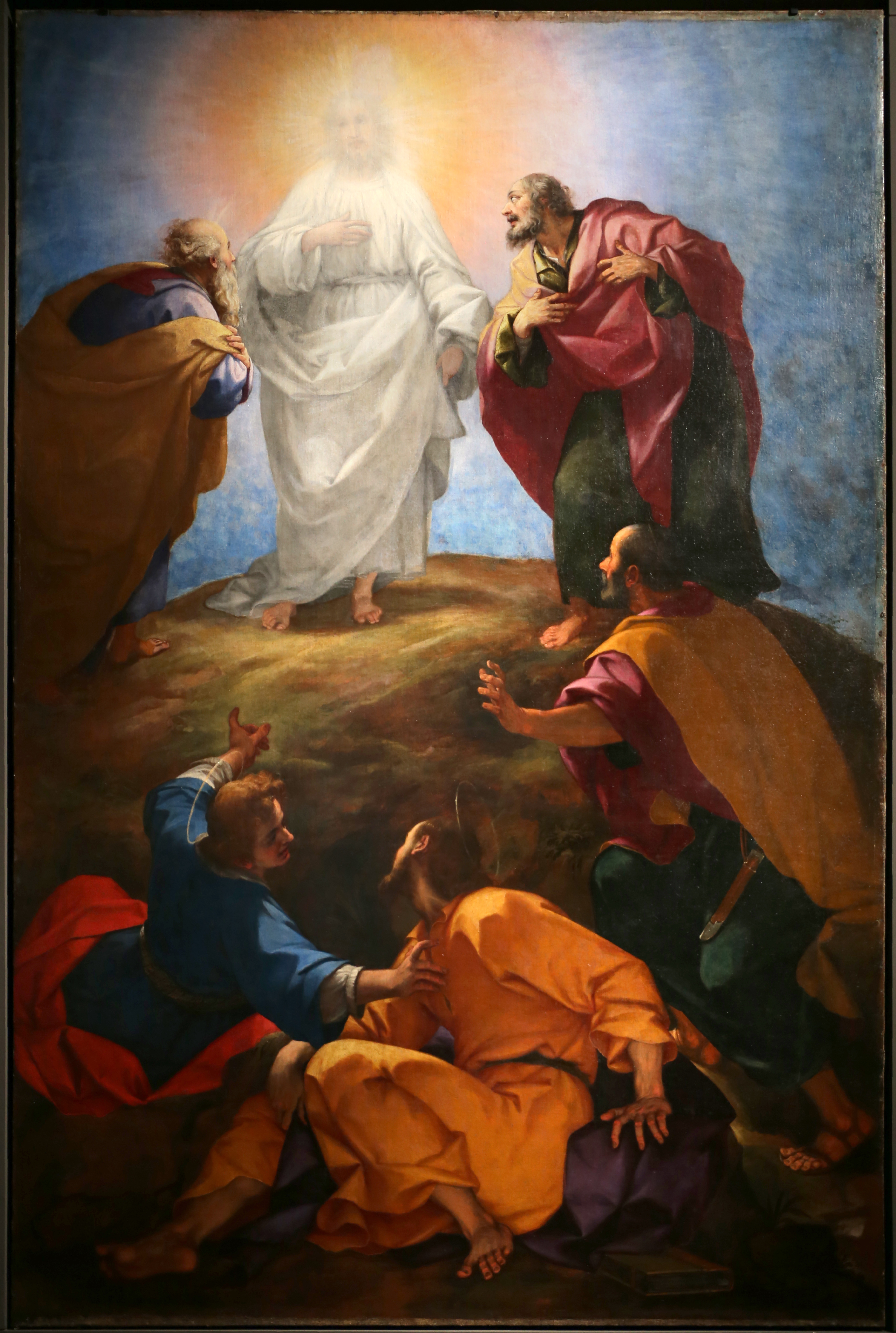
Преображение. 1596. Дерево, масло. Монастырь Сан-Марко, Флоренция
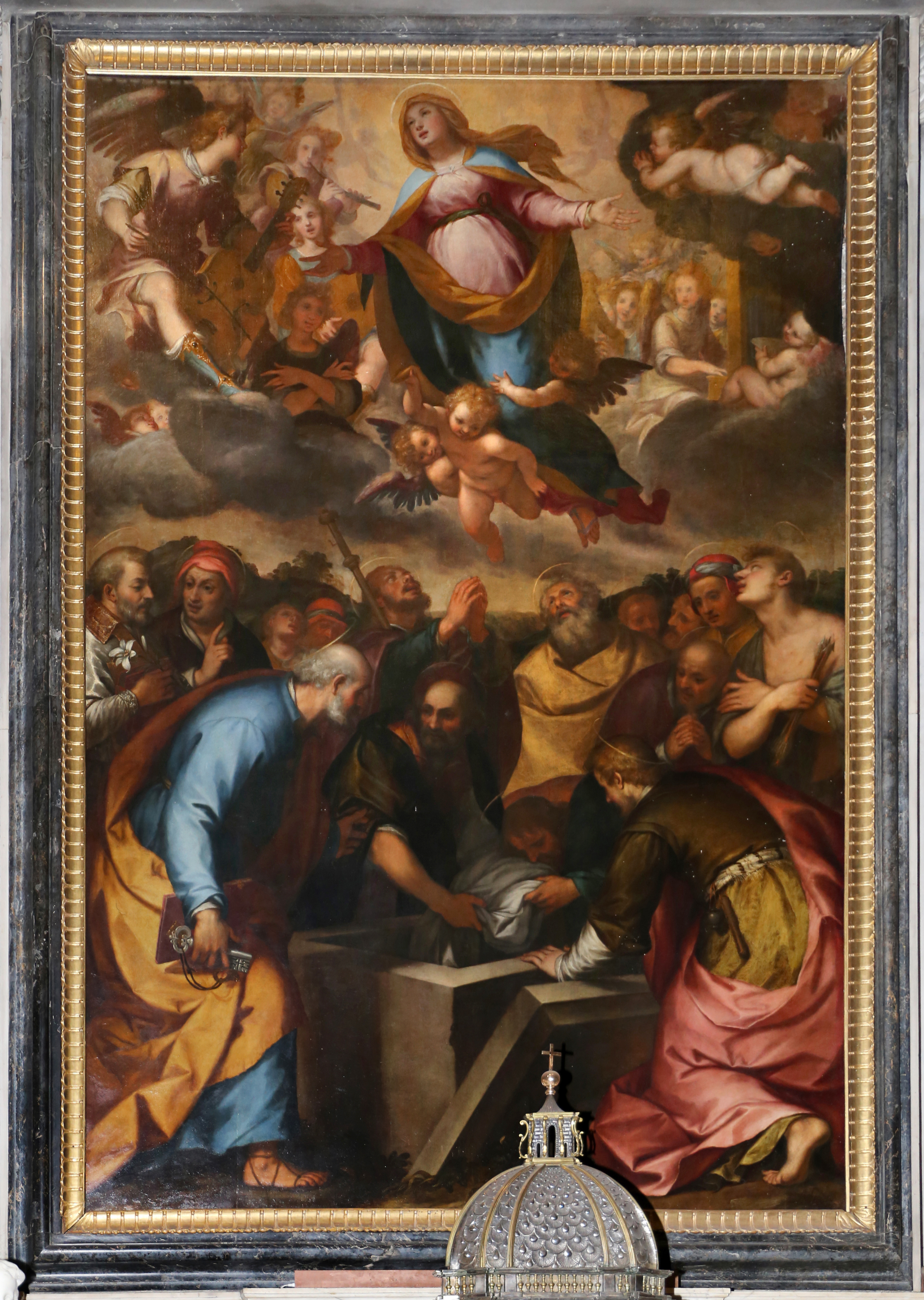
Ассунта (Вознесение Мадонны). 1590-е гг. Холст, масло. Пистоя, Собор